# Schiefer Turm von Gau-Weinheim

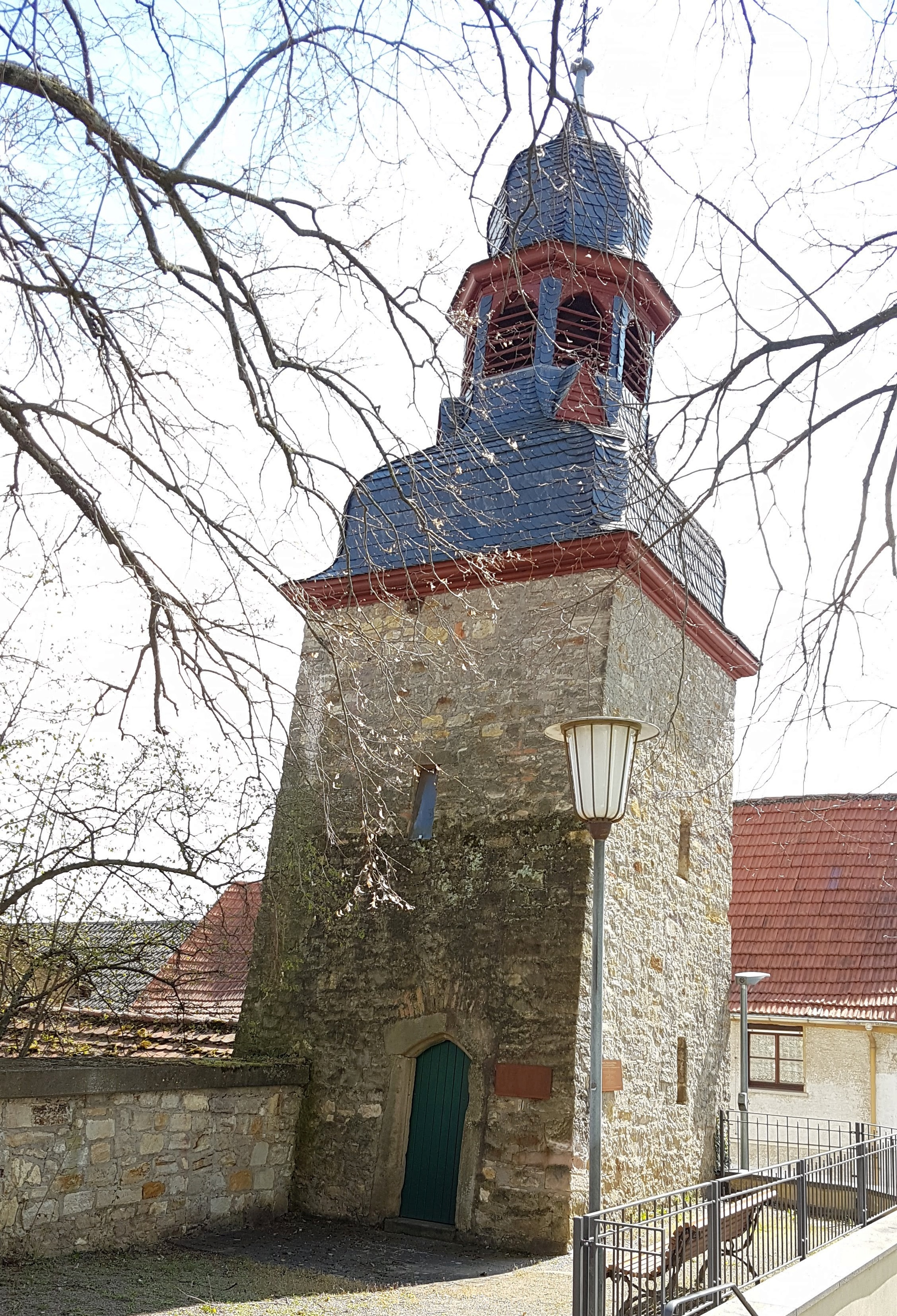
Gau-Weinheimer schiefer Turm von Norden

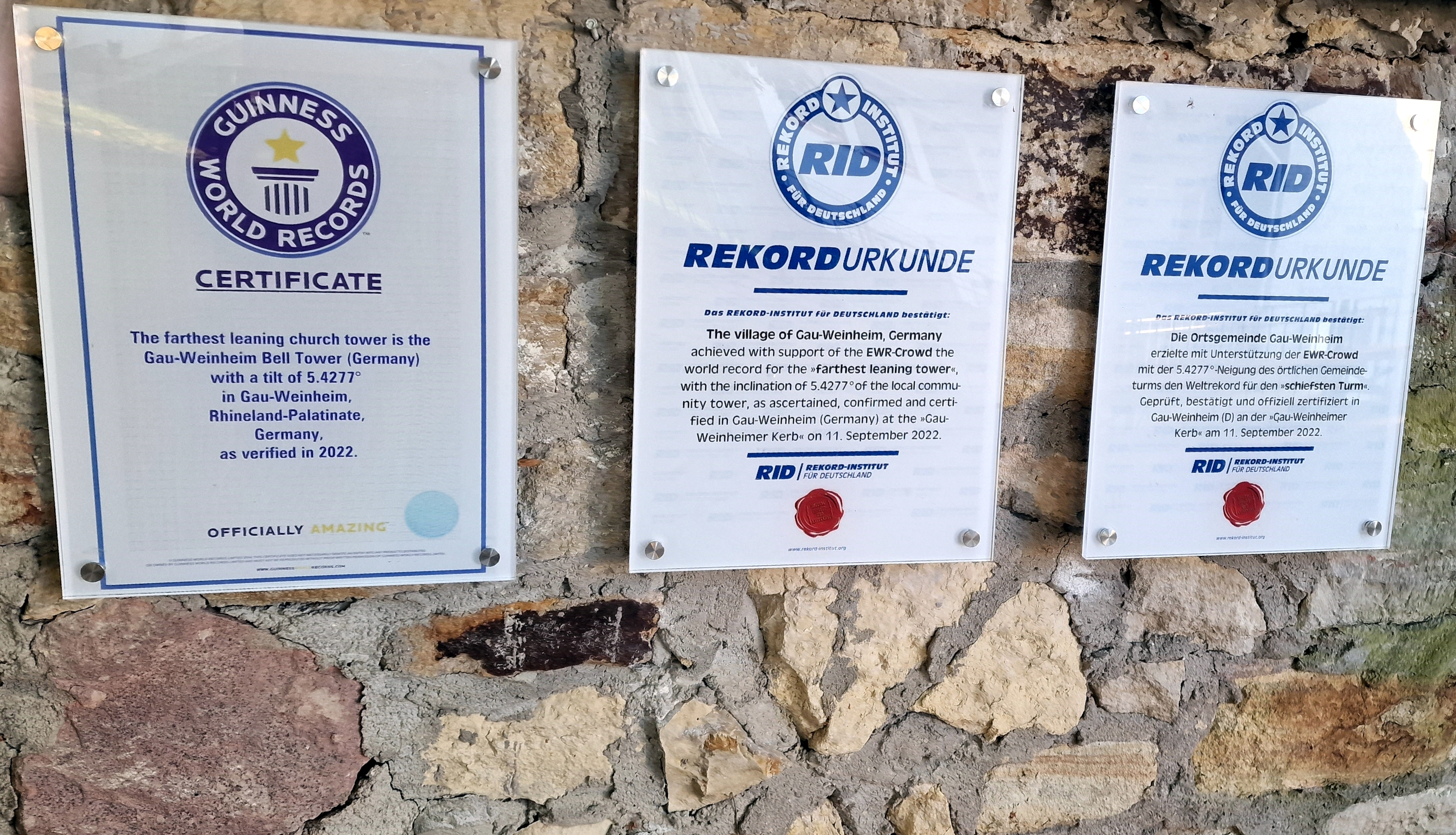
Rekordurkunden vom RID und GWR

Der Schiefe Turm von Gau-Weinheim ist ein unter Denkmalschutz stehendes Bauwerk in Gau-Weinheim, einer Ortsgemeinde im Landkreis Alzey-Worms in Rheinland-Pfalz. 

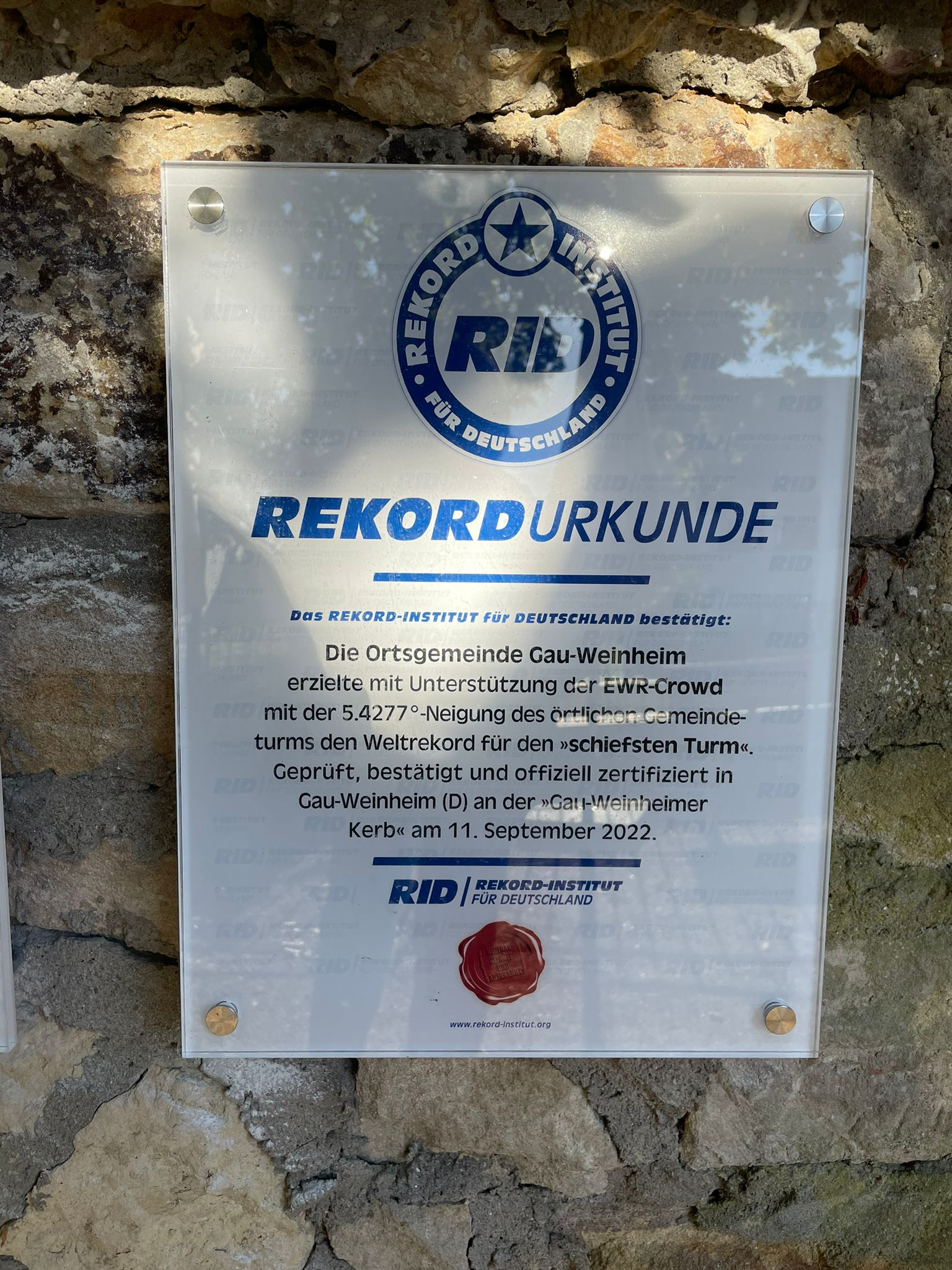
Texttafel der Rekordbestätigung

Der viereckige Turm, die Hauptsehenswürdigkeit des Ortes, ist ein mittelalterlicher Wehrturm der ehemaligen Friedhofsbefestigung. Der Eckturm der ehemaligen Kirche wurde 1749 als Glockenturm ausgebaut und mit Haubendach und Laterne versehen.
Sein Neigungswinkel von über 5,4° ist größer als der vom bekannteren Schiefen Turm von Pisa, der nur etwa 4° aufweist. Deshalb nennen die Gau-Weinheimer ihren Ort auch gerne „rheinhessisches Pisa“.
Eine weitere architektonische Rarität besteht darin, dass der Turm auf jeder Seite eine unterschiedliche Neigung aufweist.
1991 wurde der Turm saniert, die Maurer-, Beton- und Sicherungsarbeiten kosteten damals 96.278 DM (kaufkraftbereinigt in heutiger Währung rund: 94.660 Euro).
Das „Bürgerliche Läuten“ wurde wieder eingeführt. Seit 1. August 1991 läuten die Glocken des Gemeindeturms außer an Sonn- und Feiertagen um 11 Uhr, 13 Uhr und 18 Uhr.

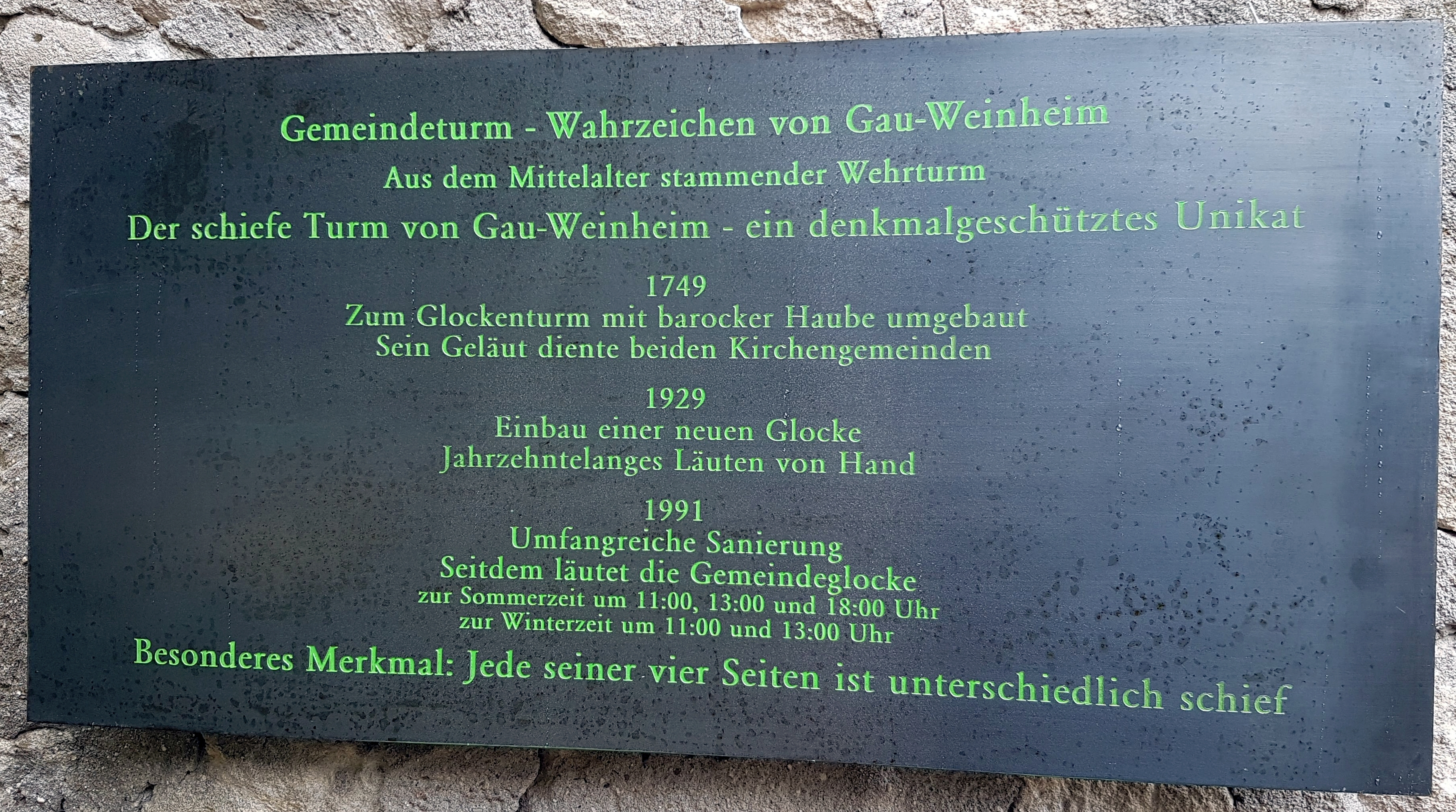
Texttafel „Schiefer Turm von Gau-Weinheim“

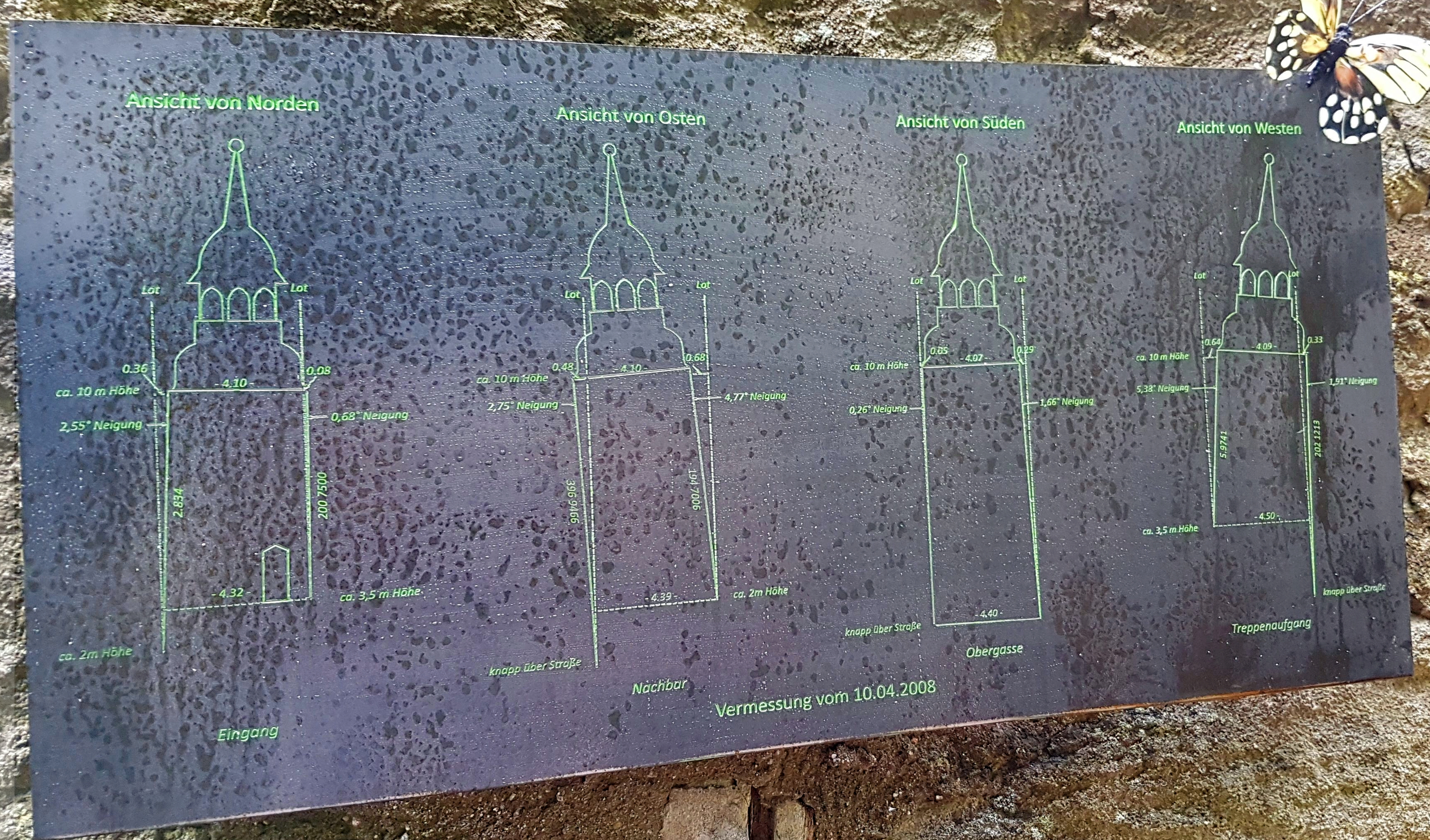
Texttafel „Schiefer Turm von Gau-Weinheim“

Für einen Eintrag im Guinnessbuch der Rekorde waren rund 17.000 Euro nötig. Hierfür wurde im Mai 2022 eine Sammelaktion gestartet. Am 11. September 2022 kürte das Rekord-Institut für Deutschland, das deutsche Pendant der Guinness World Records Limited, den Turm zum „schiefsten Turm der Welt“. Bei einer Messung im Juli 2022 hatte der Turm einen Neigungswinkel von 5,4277°.